# Joël Zangerlé
Joël Zangerlé, né le 11 octobre 1988 à Luxembourg, est un coureur cycliste luxembourgeois.

## Biographie
Joël Zangerlé naît le 11 octobre 1988 à Ettelbruck au Luxembourg.
Membre de Differdange-Magic-SportFood.de en 2011, il entre l'année suivante dans Leopard-Trek Continental qui devient en 2014 Leopard Development. Il court pour l'équipe Cult Energy à partir de 2015.

## Palmarès et résultats

### Palmarès par année
- 2005[1]
  - 3e du championnat du Luxembourg du contre-la-montre juniors
- 2006
  - 3e du championnat du Luxembourg sur route juniors
- 2007
  - 2e du Grand Prix Ost Fenster
- 2010
  -  Champion du Luxembourg sur route espoirs
  - 1re étape de la Ronde Nancéienne
- 2012
  - Grand Prix Commune de Sanem
- 2013
  -  Médaillé d'or de la course en ligne aux Jeux des petits États d'Europe
- 2014
  - 2e de la Flèche du Sud

### Classements mondiaux
| Année           | 2007 | 2008 | 2009 | 2010 | 2011  | 2012  | 2013 | 2014 |
| --------------- | ---- | ---- | ---- | ---- | ----- | ----- | ---- | ---- |
| UCI Europe Tour | 967e |      |      |      | 1008e | 1199e | 575e | 278e |